# Ernst Lück
Pour les articles homonymes, voir Luck.
Ernst Lück (né le 26 juin 1933 à Wachteldorf (de), arrondissement de Lyck et mort le 1er janvier 2016 à Bedburg) est un homme politique allemand du SPD.

## Biographie
Après avoir étudié à l'école élémentaire, Ernst Lück suit un apprentissage en génie mécanique, qu'il termine en 1951 avec l'examen de compagnon. À partir de 1954, il est employé dans l'usine Ford de Cologne-Niehl. En 1975, il travaille comme juge du travail de l'État.

## Politique
Ernst Lück est membre du SPD depuis 1959. De 1973 à 1977, il est assesseur au comité exécutif du sous-district du SPD et depuis 1974 évaluateur au conseil exécutif de l'association locale Cologne-Nouvelle-Ville. Jusqu'en 1977, il est vice-président du groupe de travail sur les questions de personnel du SPD du Rhin moyen. De 1971 à 1975, il est conseiller de la ville de Cologne.
Il est aussi premier président du club sportif Neue Stadt/Longerich 59/65 et membre du syndicat de l'industrie métallurgique depuis 1954.
Ernst Lück est du 28 mai 1975 au 28 mai 1980 membre du 8e Landtag de Rhénanie du Nord-Westphalie en représentant la 18e circonscription Cologne-Ville V.